# 后浪漫主义
后浪漫主义出现在19世纪后期至20世纪初期，是在浪漫主义时期过后的一系列文化产物及生活态度的综合概述。

## 后浪漫主义音乐
著名的后浪漫主义音乐作家包括威廉·理查德·瓦格纳、彼得·柴可夫斯基，安东·布鲁克纳、贾科莫·普契尼、理查德·施特劳斯、古斯塔夫·馬勒和让·西贝柳斯。
后浪漫主义音乐会使用传统形式或者和弦创作音乐，这点和更后期的作曲家不同。

## 外部资料
- 19th Century French Studies（页面存档备份，存于）